# Sebastian Giovinco
Sebastian Giovinco (Turín, Provincia de Turín, Italia, 26 de enero de 1987) es un exfutbolista italiano que jugaba de delantero.

## Biografía
Sebastian Giovinco nació en Turín. Su madre es originaria de Catanzaro y su padre de Bisacquino. Tiene un hermano menor llamado Giuseppe, que juega en el Imolese Calcio 1919, de la Serie C. Desde su nacimiento ha estado residenciado en Beinasco, una localidad de la provincia de Turín.

## Trayectoria
Sebastian Giovinco recaló en las categorías inferiores de la Juventus en 1996, con 9 años, donde alternó su estadía en las inferiores de la Juventus con equipos aficionados. A la edad de 14 años regresó a los juveniles de la Juventus de forma permanente. En los juveniles estuvo cinco años, hasta que en el descenso de la Juventus a la Serie B en la temporada 2006-07 tuvo su primera oportunidad con el primer equipo a la edad de 19 años.
Fue en mayo de 2007 ante el Bologna entrando por Raffaele Palladino y haciendo una asistencia de gol a su compañero de equipo David Trezeguet, después de este partido solo jugó dos más con la Juventus para un total de 3 partidos y 2 asistencias. Al final de la temporada 2006-07 y con el ascenso a la Serie A asegurado, se concretó la cesión de Giovinco junto con su compañero de equipo Claudio Marchisio al Empoli, que jugó en la Serie A y en la Copa de la UEFA. En el Empoli se ganó rápidamente la titularidad y jugó 35 partidos marcando 6 goles y realizando 4 asistencias.
Tras terminar el préstamo al Empoli regresó a la Juventus junto con Marchisio. Giovinco jugó su primer partido de la temporada en la Juventus el 26 de agosto, en el encuentro de vuelta de la tercera ronda de clasificación de la Liga de Campeones de la UEFA 2008-09 contra el Artmedia Bratislava, mientras que un mes después jugó su primer partido en Serie A ante el Calcio Catania sustituyendo a Pavel Nedvěd en la segunda mitad, y provocando un impacto inmediato, asistiendo a Amauri para que anotara el único gol del partido, ambos partidos ingresando desde la banca. El 30 de septiembre jugó su primer partido como titular en la Liga de Campeones contra el FC BATE Borisov, y brindó dos asistencias para las anotaciones de Vincenzo Iaquinta.

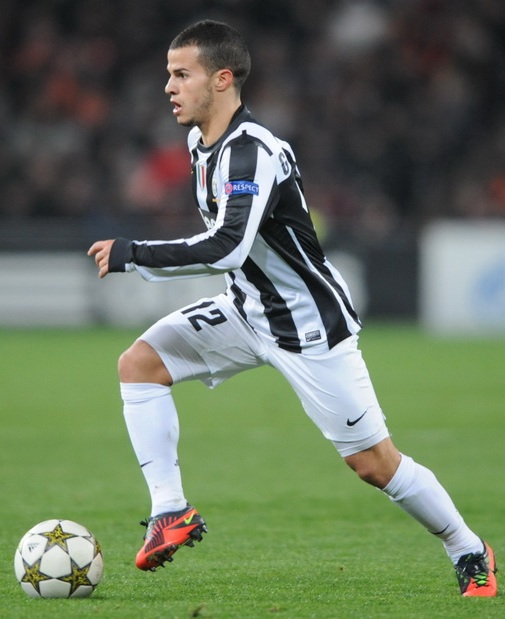
Giovinco durante un partido con la Juventus en el 2012

El 17 de octubre firmó una extensión de contrato con el plazo establecido hasta junio de 2013. El 7 de diciembre logró su primer gol de la campaña en un partido contra el Lecce, marcando de tiro libre y así poner el momentáneo 1-0. Cerró la temporada con 4 goles y 8 asistencias en 27 partidos. La temporada 2009-10, en la que el banquillo de la Juventus alterno entre Ciro Ferrara y Alberto Zaccheroni no fue más rentable que la anterior para Giovinco, esto debido a las lesiones y a las exclusiones por elección técnica, sólo logró anotar un gol y dos asistencias en un total de 19 partidos.
Después de permanecer durante dos temporadas en la Juventus consiguiendo un total de 5 goles y 10 asistencias en 45 juegos, se iría cedido en préstamo el 5 de agosto de 2010 al Parma, donde estaría mediante un acuerdo de copropiedad de 3 millones de euros con la Juventus. En su primer año en el Parma (temporada 2010-11) conseguiría 30 presencias donde haría 7 goles y 6 asistencias. Hizo su debut ante el Brescia en el juego que ganó el Parma 2-0 y marcó su primer gol el 12 de septiembre de 2010, con un tiro libre en la derrota 2–1 ante el Calcio Catania.
El impresionante arranque de temporada de Giovinco le vería recompensado con una llamada a la selección absoluta de Italia. En la temporada 2011-12 siguió cedido en el Parma, terminó la temporada con 36 partidos, 15 goles y 17 asistencias, finalizando con el Parma en la octava posición de la Serie A. En la temporada 2012-13 regresó a la Juventus después de que el equipo turinés redimiera la segunda mitad del traspaso del jugador, por un monto de € 11 millones.
El 11 de agosto, tuvo su segundo debut con la Juventus, en Pekín, donde ganó la Supercopa de Italia con la Juventus sobre el Napoli con un marcador 4-2. Marcó sus dos primeros goles en la liga en su regreso a la Juventus, en la segunda jornada contra el Udinese Calcio, el juego terminó 4-1 con victoria a favor de la Juventus. El 7 de noviembre anotó su primer gol en Liga de Campeones contra los daneses del F. C. Nordsjælland, el juego terminó 4-0. En la primera fecha de la Copa de Italia, contra el Cagliari Calcio, marcó su primer gol de la temporada en la competición de copa, el mismo gol decidió el partido por 1-0 y consiguió que la Juventus avanzara hasta los cuartos de final.
Curiosamente, el gol llegó en el día 12-12-12, además fue el gol número 12 con la camiseta de la Juventus, fue marcado a los 12 minutos del segundo tiempo y vistiendo la camiseta con el número 12. El 5 de mayo del año siguiente, gracias a la victoria en casa por 1-0 sobre el Palermo, ganó -con tres partidos por disputar- su primer campeonato italiano. La hormiga atómica terminó el año con 48 partidos disputados, 12 goles y 8 asistencias en su primer año de su regreso a la Juve. El 19 de enero de 2015 se anunció que había fichado con el Toronto FC de la Major League Soccer como jugador designado.
Luego de una temporada con Toronto, Giovinco fue nombrado como el Jugador Más Valioso de la temporada 2015 el 2 de diciembre de ese mismo año.
En enero de 2019 se marchó a Arabia Saudita para jugar en el Al-Hilal Saudi F. C., donde estuvo hasta agosto de 2021. Entonces permaneció varios meses sin equipo hasta que en febrero de 2022 firmó con la U. C. Sampdoria para lo que quedaba de temporada.

## Selección nacional
Ha sido internacional con la selección de fútbol de Italia en 23 ocasiones y ha marcado 1 gol. Debutó el 9 de febrero de 2011, en un encuentro amistoso ante la selección de Alemania que finalizó con marcador de 1-1. En su segunda aparición, el 29 de marzo, en un amistoso contra Ucrania asistió con un pase de talón a su compañero Alessandro Matri en el minuto 81, para colocar el marcador de 2-0 a favor de los italianos. Su primer gol lo marcó el 19 de junio de 2013 en la victoria por 4-3 sobre Japón en la Copa FIFA Confederaciones 2013.

### Participaciones en Eurocopa
| Eurocopa                | Sede              | Resultado  |
| ----------------------- | ----------------- | ---------- |
| Eurocopa Sub-21 de 2009 | Suecia            | Semifinal  |
| Eurocopa 2012           | Polonia y Ucrania | Subcampeón |

### Participaciones en Copas FIFA Confederaciones
| Copa                      | Sede   | Resultado     |
| ------------------------- | ------ | ------------- |
| Copa Confederaciones 2013 | Brasil | Tercer puesto |

## Clubes
| Club                  | País           | Año       |
| --------------------- | -------------- | --------- |
| Juventus F. C.        | Italia         | 2006-2015 |
| Empoli F. C. (cedido) | Italia         | 2007-2008 |
| Parma F. C. (cedido)  | Italia         | 2010-2012 |
| Toronto F. C.         | Canadá         | 2015-2019 |
| Al-Hilal Saudi F. C.  | Arabia Saudita | 2019-2021 |
| U. C. Sampdoria       | Italia         | 2022      |

## Palmarés

### Campeonatos nacionales
| Título                 | Club           | País           | Año     |
| ---------------------- | -------------- | -------------- | ------- |
| Serie B                | Juventus F. C. | Italia         | 2006-07 |
| Supercopa de Italia    | Juventus F. C. | Italia         | 2012    |
| Serie A                | Juventus F. C. | Italia         | 2012-13 |
| Supercopa de Italia    | Juventus F. C. | Italia         | 2013    |
| Serie A                | Juventus F. C. | Italia         | 2013-14 |
| Campeonato Canadiense  | Toronto F. C.  | Canadá         | 2016    |
| Conferencia Este       | Toronto F. C.  | Estados Unidos | 2016    |
| Campeonato Canadiense  | Toronto F. C.  | Canadá         | 2017    |
| Conferencia Este       | Toronto F. C.  | Estados Unidos | 2017    |
| MLS Supporters' Shield | Toronto F. C.  | Estados Unidos | 2017    |
| Copa MLS               | Toronto F. C.  | Estados Unidos | 2017    |

### Distinciones individuales
| Distinción                                     | Año  |
| ---------------------------------------------- | ---- |
| Equipo de las Estrellas de la Eurocopa Sub-21. | 2009 |
| Jugador Más Valioso de la MLS                  | 2015 |

| Predecesor: Robbie Keane | Jugador Más Valioso de la Major League Soccer 2015 | Sucesor: David Villa |